# L'Océan (1790)
Pour les autres navires du même nom, voir Océan (navire).
L’Océan est un navire de guerre français, un vaisseau de ligne de 118 canons, en service de 1790 à 1855. D'abord baptisé les États de Bourgogne (1786-1793), puis la Côte d'Or (1793), la Montagne (1793-1795) et le Peuple (1795), il est finalement renommé l’Océan en juin 1795.
En raison de sa longue carrière entièrement au service de la marine française, il a parfois donné son nom à la classe des navires identiques (classe Océan) bien que formellement, elle soit nommée classe Commerce de Marseille, nom du premier navire de ce type construit.

## Armement
- Batterie basse[1] : 34 canons de 36 livres.
- Batterie moyenne : 32 canons de 24 livres.
- Batterie haute : 34 canons de 18 livres.
- Gaillards : 18 canons de 8 livres et 6 caronades de 36 livres.

soit un total de 118 canons et 6 caronades, capable d'envoyer une bordée de 1 368 livres.

## Carrière
Il fait partie du don des vaisseaux offerts à la marine royale par diverses institutions provinciales : commandé par les États de Bourgogne, sa construction est ordonnée le 19 juin 1786 sous le nom d'États de Bourgogne, suivant un plan de l'architecte naval français Jacques-Noël Sané.
Sa quille est posée le 12 août 1786, et il est lancé 4 ans et 3 mois après, le 8 novembre 1790.
Il est promptement armé et est en service en décembre 1790.
Comme ses vaisseaux-frères de la classe du même nom, le futur Océan est considéré dès ses premières sorties comme le chef-d’œuvre de Sané. De fait, ce vaisseau, le second de la série à être lancé après le Commerce de Marseille, était considéré comme étant le meilleur trois-ponts qui ait jamais navigué. Il était plus rapide et aussi maniable qu’un 74 canons et certains le prétendaient même capable de rivaliser avec des frégates sous le rapport de la maniabilité et de la vitesse.

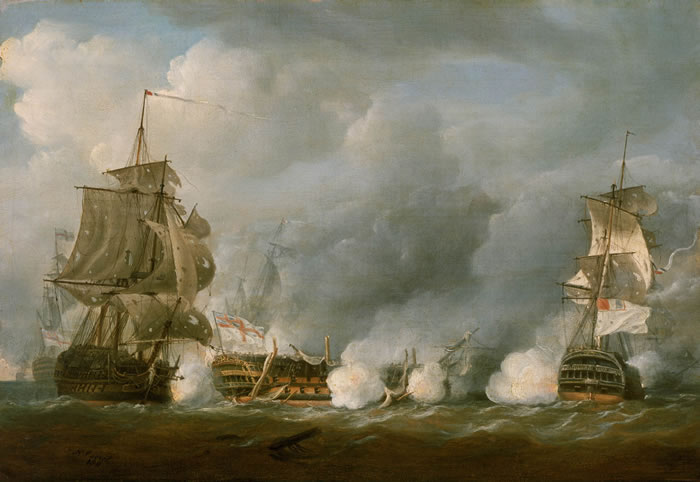
Le Combat naval de Prairial an II (1 juin 1794) peint par Nicholas Pocock.

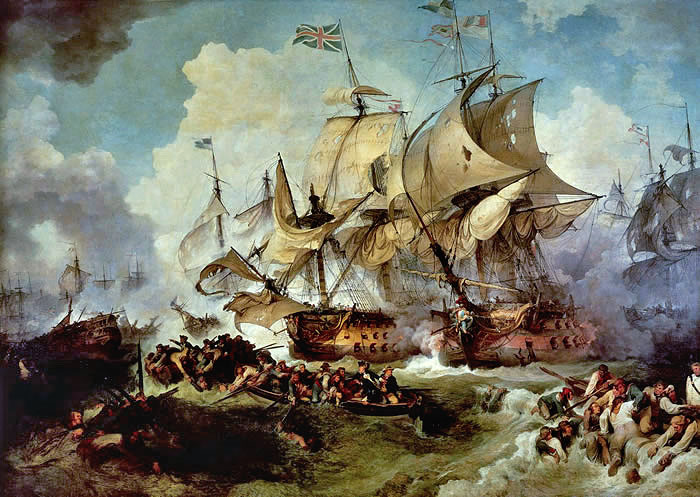
Louthebourg, 1795, Queen's House Greenwich ; la Montagne aux prises avec le.

Le  27 janvier 1793, il est rebaptisé Côte d'Or, puis, le 27 octobre 1793, Montagne.
Sous ce nom, il est criblé de boulets (on dénombra non moins de 400 à 500 boulets dans ses membrures) le 1er juin 1794 par le HMS Royal Sovereign lors des Combats de Prairial, alors qu'il est le navire amiral de la flotte commandée par l'amiral Villaret-Joyeuse.
Renommé le Peuple le 27 mai 1795, il participe encore en tant que navire amiral, le 23 juin 1795, au combat de Groix. De retour à Lorient le 26 juin 1795, il prend son nom définitif, l’Océan (qu'il portait officiellement depuis le 30 mai).
En 1797, il rentre en radoub à Brest.
Le 14 décembre 1801, le navire appareille de Brest, encore une fois en tant que navire amiral de la flotte de l'expédition de Saint-Domingue, avec l'amiral Villaret-Joyeuse à son bord. Cette expédition, pendant la courte paix d'Amiens avec l'Angleterre qui laisse les flottes évoluer librement, sera un désastre sur le terrain, militairement et politiquement. La France perd plus de 25 000 soldats et Saint-Domingue qui devient définitivement indépendante sous le nom d'Haïti. Pour échapper au massacre, 30 000 colons blancs s'enfuient, principalement vers la Louisiane.

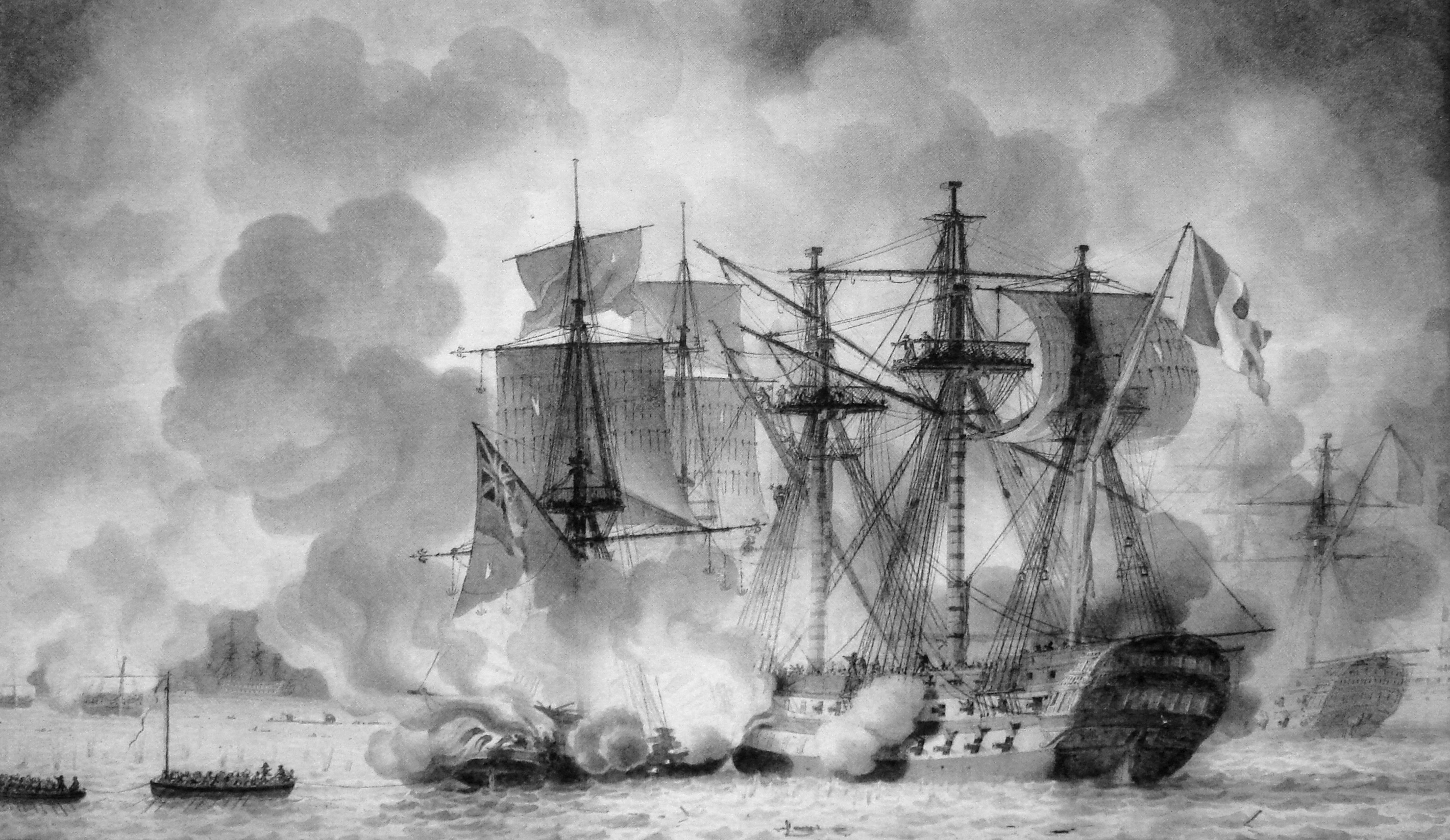
Louis-Philippe Crépin, L'escadre française aux prises avec les brûlots britanniques en rade de l'île d'Aix, le 11 avril 1809 au soir.

En 1809, il est encore une fois utilisé comme vaisseau-amiral d'une flotte de 11 vaisseaux et 4 frégates, commandée par le vice-amiral Zacharie Allemand. Celle-ci, ancrée en rade de Rochefort, est prête à partir pour une campagne dans les Antilles en avril 1809, lorsqu'elle subit une attaque anglaise.
Lors de cette désastreuse Bataille de l'ile d'Aix, les 11 et 12 avril 1809, L’Océan échappe aux brûlots ennemis et à l'échouage mais pas au constat d'impuissance de la flotte impériale lors de l'une de ses dernières entreprises.
Il subit une refonte en 1818, puis en 1836.
Le navire est désarmé le 2 août 1850, et est transformé en batterie flottante à Brest à partir de mai 1851.
La commission navale le condamne le 10 octobre 1851, et il est désarmé définitivement le 11 janvier 1854.
Le navire sera rayé des listes le 25 avril 1855. Par un curieux hasard, il sera démantelé dans la cale même où il fut construit quelque 65 ans avant.

## Représentations
- Une maquette au 1⁄16 de ce navire est visible à Paris, dans l'entrée du Musée national de la Marine.

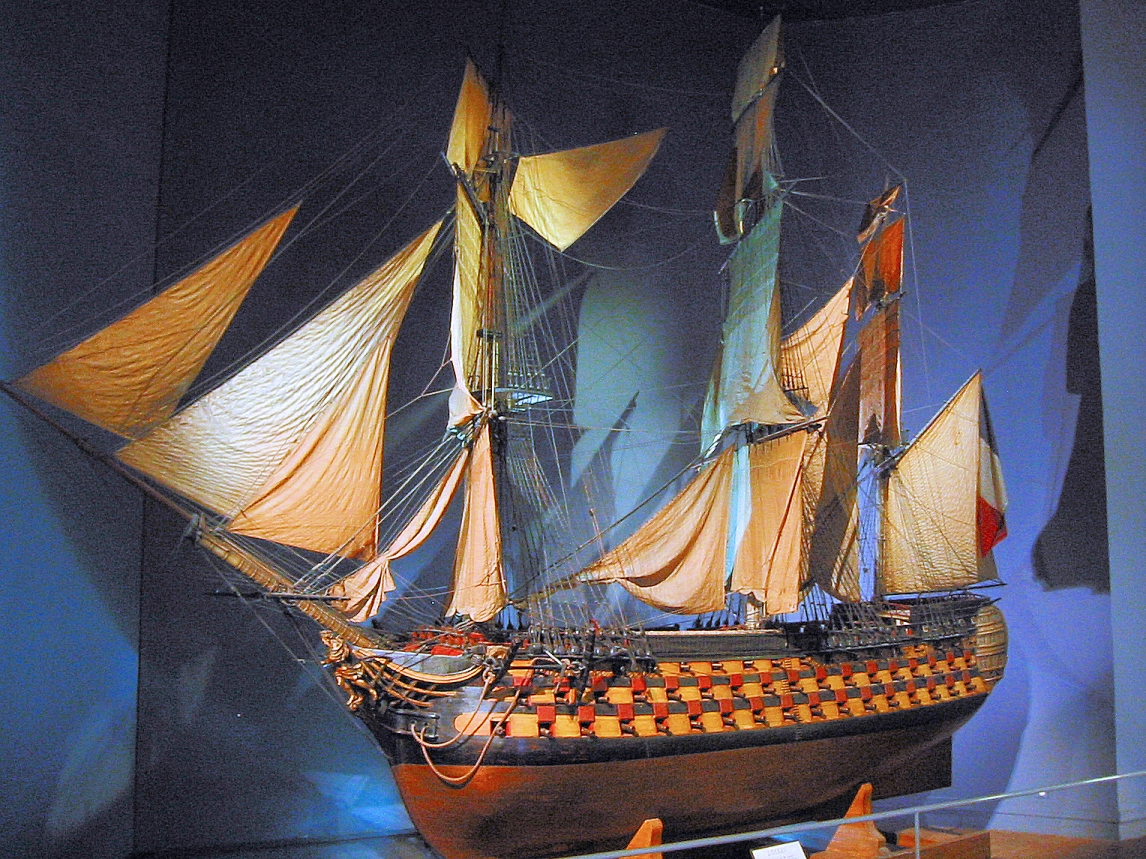
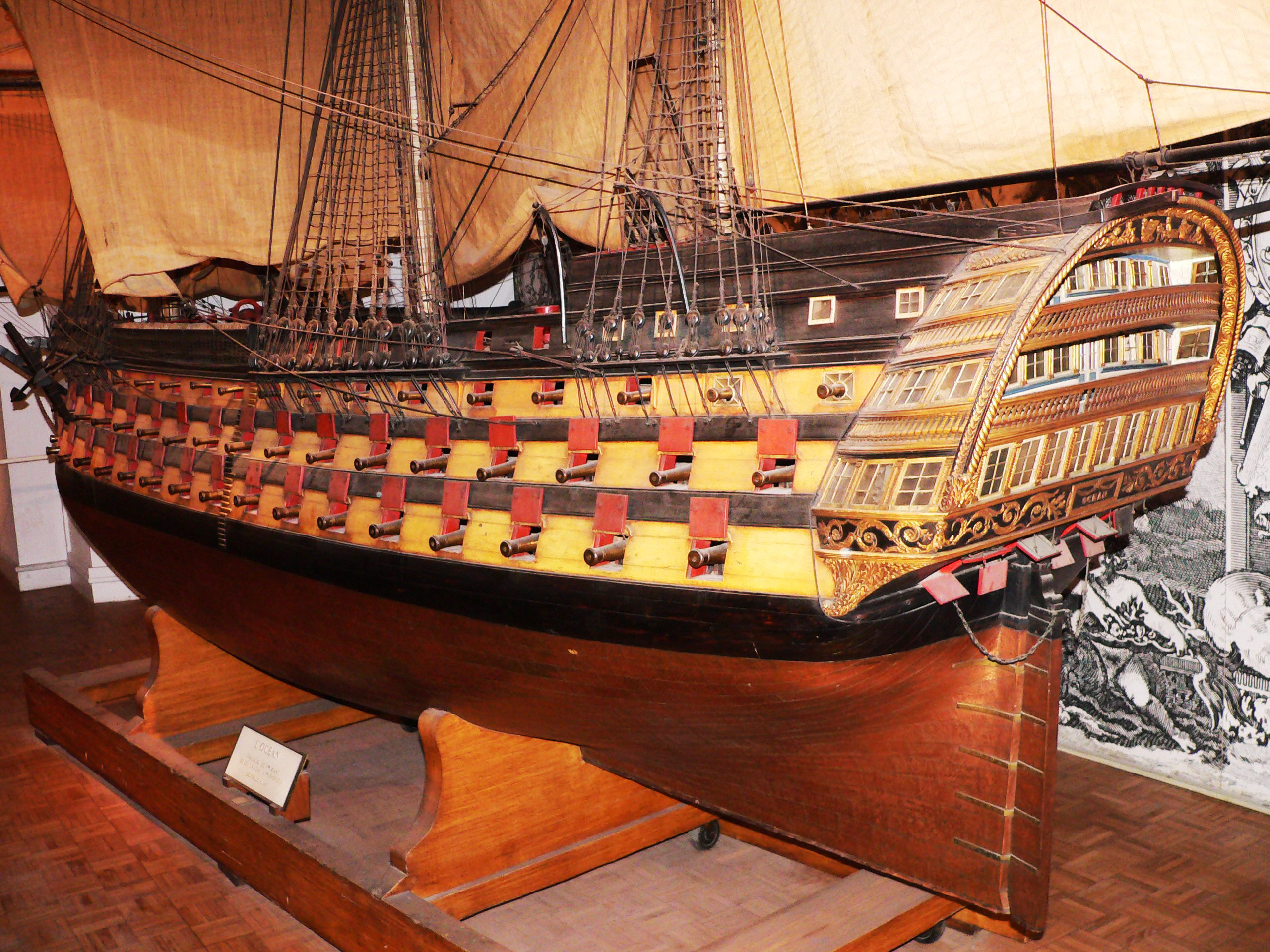
L’Océan les sabords ouverts, Musée national de la Marine, Paris.